# Siyum

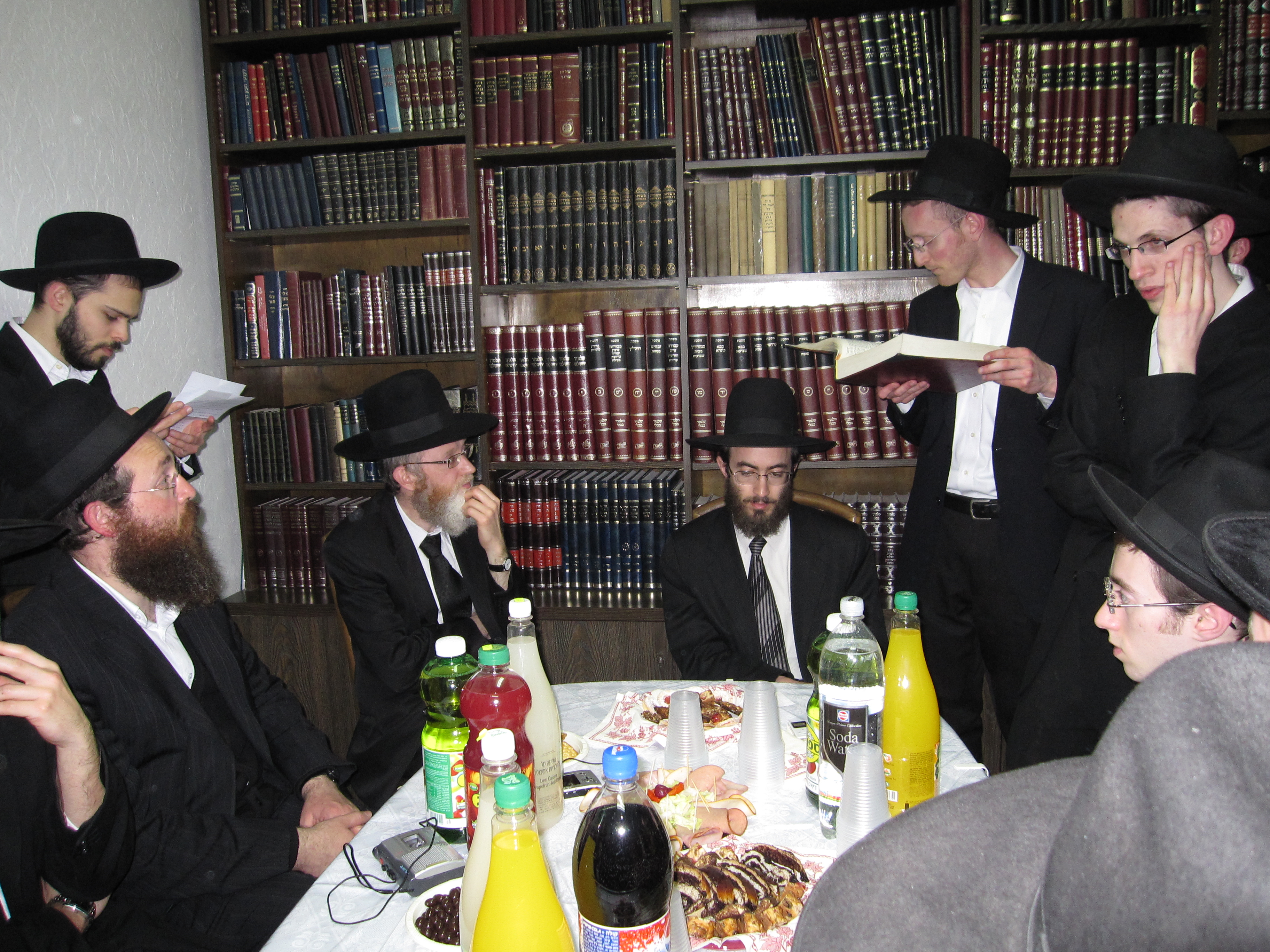
Um siyum no Tratado Ketubot. O rabino Asher Arieli é visto em terceiro da esquerda.

Um siyum (em hebraico: סיום) ("conclusão"), no judaísmo, ocasionalmente escrito siyyum, é a conclusão de qualquer unidade estabelecida de estudo da Torá. As unidades mais comuns são um único volume do Talmud, ou da Mishná, mas existem outras unidades de aprendizado que podem levar a um siyum.
A estrutura típica de um evento siyum inclui uma conclusão do estudo, leitura do texto de Hadran, kadish e uma refeição comemorativa.

## Tipo de estudo
O siyum típico está em um único livro do Talmud, ou em toda a Mishna. Isso se deve ao fato de o Talmud ser uma explicação da Mishná, com cada tratado da Mishná sendo relativamente curto, mas a versão talmúdica ocupa um livro inteiro. (Um único livro publicado de Mishná normalmente cobre muitos tratados).
Talmud e Mishnah estão organizados em 6 seções (ou "ordens"), chamadas sedarim em hebraico. Às vezes, um siyum pode ser feito na conclusão de toda a Mishná de um seder, em vez da conclusão de todas as seis de uma só vez. Por outro lado, um siyum talmúdico maior do que o usual pode cobrir todo o Talmud em um seder, ou mesmo todo o Talmud compreendendo todos os seis sedarim. Tal siyum é conhecido como Siyum HaShas, como HasShas uma abreviação do hebraico para "as seis ordens".
Especialmente a partir do século XX, outros tópicos religiosos judaicos foram usados para fazer um siyum, embora muitas vezes menos formal do que o padrão siyum Mishnah/Talmud. Uma das mais comuns é a conclusão da Mishná Berurah, um trabalho detalhado das regras que os judeus praticam todos os dias, todos os sábados e relacionadas a cada festival. Crianças em idade escolar às vezes fazem um siyum após a conclusão de um dos cinco livros da Torá ("Livros de Moisés").

### Estudo compartilhado
Em muitos casos, a unidade de estudo não é completada por uma única pessoa. Em vez disso, a unidade é dividida entre os participantes, que completam uma seção. Em conjunto, os participantes completam toda a unidade.
Isso é especialmente comum para a conclusão de todas as seis ordens da Mishná depois que uma pessoa morre antes do aniversário, e também frequentemente para uma ordem da Mishná no mês após sua morte.
Este formato também é algumas vezes usado para completar todo o Talmud, com tipicamente um único tratado atribuído a cada participante (embora tratados menores possam ser combinados ou tratados maiores divididos ainda mais). Em grupos especialmente grandes organizados comunitariamente, o Talmud pode ser reduzido ao nível do fólio, com milhares de participantes. Isso às vezes é chamado de Shas-A-Thon, pois permite que o enorme corpo de material seja concluído em conjunto em um curto período de tempo, às vezes em um único dia.

### Siyum HaShas
Um evento conhecido como Siyum HaShas marca a conclusão de todo o Talmud. Este é um empreendimento monumental, composto por 2.711 fólios (5.422 páginas) de estudo.
O programa de estudos Daf Yomi é o maior evento do Siyum HaShas, com centenas de milhares de participantes. Neste programa, um cronograma de estudo inclui um daf ou blatt (fólio) específico a ser estudado por todos os participantes em um determinado dia. Neste calendário padrão, todo o Talmud é coberto aproximadamente a cada sete anos e meio. Seguem-se enormes encontros siyum, organizados em todo o mundo.
O evento principal do 13º Siyum HaShas, organizado pela Agudath Israel da América, aconteceu em 1º de janeiro de 2020 no MetLife Stadium em Nova Jersey com uma multidão lotada de mais de 90.000 pessoas. Outros eventos Siyum HaShas foram realizados globalmente, com vários locais "satélites" do Agidath Israel nos Estados Unidos e vários outros organizados nos Estados Unidos e em Israel pela organização Dirshu.
Embora Siyum HaShas seja mais comumente associado a Daf Yomi, nem sempre é esse o caso. Muitos estudantes sérios do Talmud o completaram em seus próprios horários, sozinhos, com um parceiro ou com um pequeno grupo de estudo. No entanto, não é muito comum, mesmo entre estudantes e pesquisadores talmúdicos regulares, e aqueles que o fazem são frequentemente vistos como elites.
Outra forma alternativa de Siyum HaShas envolve o método de estudo compartilhado (veja acima).

## Formato
Um siyum geralmente inclui:
- um ou mais participantes ao estudo realizando uma leitura e explicação do último tópico estudado
- o mesmo ou outro participante lendo a longa oração de Hadran (que pode ser dividida entre os participantes)
- recitação de uma versão especial do Kadish; esta versão é a forma mais longa de Kaddish, incluindo a seção introdutória de comprimento usada no enterro, bem como o longo parágrafo de Kaddish d'Rabannan
- cumprimentos e felicitações
- uma refeição comemorativa, ou seudat mitzvah, que também pode incluir discursos adicionais

O termo siyum às vezes se refere à própria refeição comemorativa.

## Ocasiões comuns
Um costume duradouro é a comunidade completar uma unidade da Torá ou tratado(s) do Talmud durante os 30 dias após a morte de um ente querido e realizar um siyum comunal depois disso, em homenagem e honra à memória do falecido (ver também Luto no Judaísmo).
Tornou-se habitual que as sinagogas organizem um siyuum (raramente escrito com duas letras u) na manhã anterior à Páscoa para permitir que os jejuadores de Ta'anit Bechorim (Jejum dos Primogênitos) quebrem seu jejum, aproveitando o princípio haláquico que prioriza Estudo de Torá .
Um siyum ha-sefer , que significa “conclusão do livro”, também é realizado como uma conclusão cerimonial e dedicação de um sefer Torah, uma cópia manuscrita da Torá, o objeto ritual judaico mais importante, que é mantido na Arca de um sinagoga. Isso não está tecnicamente relacionado às outras formas de siyum.
Normalmente, quando um indivíduo ou um grupo conclui o estudo de qualquer tratado do Talmud, ou mesmo de um seder de Mishná (menos comumente, de um único tratado de Mishná), um siyum é celebrado. No final de cada volume do Talmud, uma oração especial de hadran é impressa com uma ordem definida de orações e um kaddish especial, Kaddish D'itchadita, em homenagem à conclusão desse volume, que o judaísmo considera uma conquista importante e um marco que vale a pena comemorar.
No mérito e honra de um indivíduo falecido, é costume realizar o estudo da Mishná com o objetivo de realizar um siyum. A totalidade da Mishná é dividida entre muitos membros da família ou voluntários, para ser completada em shloshim ou em yahrtzeit . (Às vezes, um único seder é concluído para shloshim, o que também pode contribuir simultaneamente para a conclusão de todos os seis para o yahrtzeit).
Rabi Moshe Feinstein, baseado no Nemukei Yosef, o Ran (Rabbeinu Nissim), o Rashbam e o Eliyah Rabbah, estende o conceito de um siyum para incluir até mesmo uma refeição festiva celebrando a conclusão de qualquer mitsvá (mandamento) que tenha tomado uma duração significativa de tempo (como um número de semanas ou meses).